# Östra Tollstads distrikt
Östra Tollstads distrikt är ett distrikt i Mjölby kommun och Östergötlands län. 
Distriktet ligger öster om Mjölby. 

## Tidigare administrativ tillhörighet
Distriktet inrättades 2016 och utgörs av socknen Östra Tollstad i Mjölby kommun.
Området motsvarar den omfattning Östra Tollstads församling hade vid årsskiftet 1999/2000.